# 台中市公車市民小巴3路
台中市公車市民小巴3路行駛自大甲車站至里，由睿奕交通營運。本路線大部份行駛於安眉路、六分路、甲東路，又稱為外埔六分線公車。

## 歷史
- 2014年6月24日~2014年6月30日：免費搭乘。
- 2014年7月1日：正式通車營運。[1][2][3]
- 2014年12月30日：增停「七星活動中心入口」。
- 2015年3月31日：「後寮」站更名為「后寮」站。
- 2015年4月30日：「大甲」站（往大甲高中方向），遷移至大甲區中山路一段917號（7-11超商）。
- 2015年9月15日：增停「五崁腳」。
- 2019年4月1日：「后里火車站（后里國小）」、「大甲火車站」分別更名為「后里車站（后里國小）」、「大甲車站（中山路）」。
- 2019年9月1日：增設「內東梅里路口」站（往后里馬場方向，單邊設站）。
- 2024年2月1日：睿奕交通新增市民小巴3路「大甲車站-六分路-麗寶樂園」替代豐原客運214路「大甲車站-后里馬場」。[4][5]
- 2024年2月7日：214路「大甲車站-后里馬場」停駛，改由市民小巴3路「大甲車站-六分路-麗寶樂園」替代服務。
- 2024年4月1日：起訖點由「大甲車站-六分路-麗寶樂園」調整為「大甲車站-六分路-后里」，並調整發車時刻。[6]

## 路線基本資料
全程行車里數約14.8公里，全程行駛時間約33分。往后里32站，往大甲車站32站。
自大甲車站（中山路）起，經大甲區中山路一段、水源路、甲東路、外埔區甲東路、甲后路四、三段、六分路、后里區六分路、安眉路、九甲七路、三豐路到后里。

### 時刻表
- 時刻表僅供參考，請以睿奕交通網站公告為準。時刻表更新時間為2024年4月1日。

| 台中市公車市民小巴3路時刻列表                     | 台中市公車市民小巴3路時刻列表                            |
| ------------------------------------------------- | -------------------------------------------------------- |
| 大甲車站（中山路）發車                            | 后里發車                                                 |
| 平／假日 07:10、08:30、10:10、11:40、15:20、17:20 | 平／假日 06:20、06:30、07:50、09:30、11:00、14:30、16:30 |

### 收費
- 一般市區公車（1～999、綠1～綠4）：依里程計費，收費費率為［2.431×搭乘里程數×（1+5%營業稅）］元。
  - 於基本里程8公里內票價為全票20元、半票11元。
  - 兒童、老人、身心障礙者及其陪伴者依規定半票收費，半票收費費率為原收費費率的一半。
  - 市民限定交通卡：前10公里免費，超過10公里部分票價比照收費費率，且上限為10元。
- 小黃公車（黃1～黃25）：免費。
- 幸福公車（梨山1）：票價比照臺中市計程車收費費率，持電子票證刷卡全程免費。
- 市民小巴（市民小巴1～市民小巴4）：票價比照一般市區公車收費費率，持電子票證刷卡全程免費。

### 停站
- 參見右側站牌路線圖，綠色路段表示行駛優化公車專用道。